# بوندر (أيسين)
بوندر (بالفارسية: بوندر) هي قرية تقع في إيران في قسم أيسين الريفي. يقدر عدد سكانها بـ 56 نسمة بحسب إحصاء 2016.